# Heidi Baratta

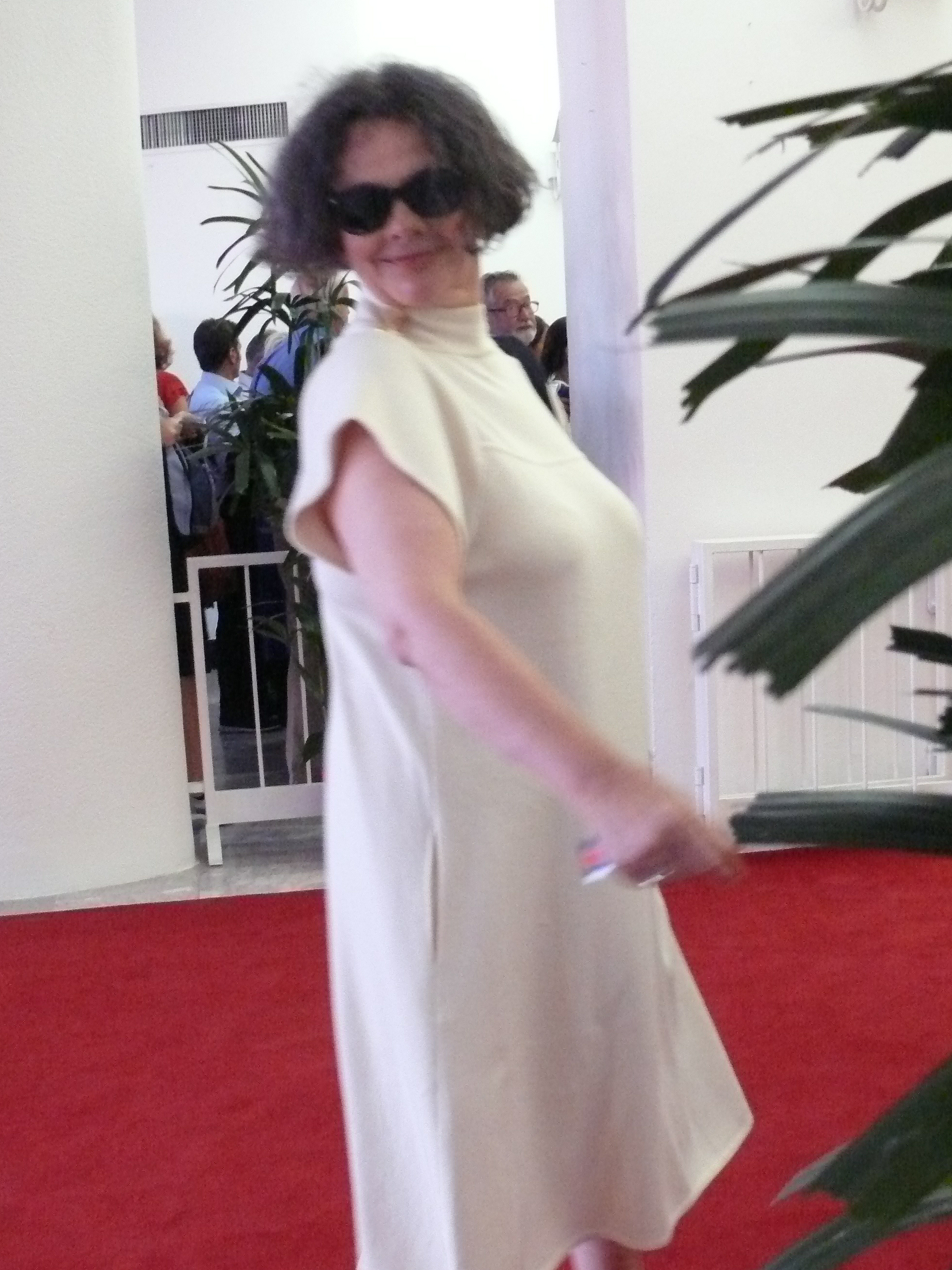
Heidi Baratta

Heidi Baratta (* 6. April 1952 in Enns) ist eine österreichische Schauspielerin und Malerin.

## Leben
Heidi Baratta studierte Schauspiel am Max-Reinhardt-Seminar in Wien bei Otto Tausig und Susi Nicoletti.
Erste Engagements führten Baratta ans Wiener Burgtheater (1979, Sommergäste von Maxim Gorki, Regie: Achim Benning, eingeladen zum Berliner Theatertreffen und an das MChAT Moskau / 1979, Frühlings Erwachen von Frank Wedekind, Regie: Dieter Giesing / 1979, Komödie der Verführung von Arthur Schnitzler, Regie: Horst Zankl, Bühnenbild: Hans Hollein, Kostüme: Karl Lagerfeld / 1980, Ödipus auf Kolonos von Sophokles mit Rolf Boysen und Brigitta Furgler), an dem sie schon während ihrer Ausbildungszeit festes Ensemblemitglied wurde.
Weitere Engagements hatte sie u. a. 1982 am Theater der Hansestadt Bremen. Im selben Jahr holte sie Michael Haneke für Krankheit der Jugend an das Schillertheater (Berlin), an dem sie als Gast und festes Ensemblemitglied wirkte.
Als Filmschauspielerin war sie erstmals in der Hauptrolle in Drinnen und draußen von Andreas Gruber zu sehen, welcher 1984 den Max-Ophüls-Preis gewann. Eine weitere  Hauptrolle hatte sie im Film Hirnbrennen von Leopold Huber, der den zweiten Platz beim Max-Ophüls-Wettbewerb gewann. Außerdem war sie zu sehen in den Filmen Hasenjagd – Vor lauter Feigheit gibt es kein Erbarmen von Andreas Gruber, Lourdes von Jessica Hausner (nominiert beim Wettbewerb der Biennale in Venedig, der Film gewann zahlreiche Preise weltweit).
Aus der jüngeren Zeit sind zu nennen: The Owner (eine CollabFeature Produktion von 25 Regisseuren aus vier Kontinenten, ausgezeichnet mit verschiedenen Preisen),  Die Lebenden von Barbara Albert u. v. a.
Ihren ersten Fernsehauftritt hatte Heidi Baratta 1979 noch während des Studiums an der Seite von Paulus Manker in Heinz Conrads und seine Freunde. Es folgten 1982 Es fing ein Knab’ ein Vögelein mit dem Ensemble des Wiener Burgtheaters, Auftritte als Chanson-Sängerin in der TV-Serie Unterm Dach - Songs und Lieder zum Hinhören des Südwestrundfunk mit dem Ensemble von Claus Peymann (Musik: Hans Georg Koch), eine Hauptrolle in Der tote Onkel von Georg Lhotzky, die Rolle der Cousine Leopoldine in der Kultserie Kottan ermittelt, sowie Rollen in  Tatort, Der Leihopa und Bauernschach mit Mario Adorf.
Malerei studierte sie an der Akademie der bildenden Künste Wien bei Josef Mikl und Wolfgang Hollegha. Sie erhielt den goldenen Fügerpreis, den silbernen Fügerpreis und den Sonderpreis von Prof. Mikl.
Noch während ihrer Zeit am Burgtheater entwarf sie die Farbgestaltung der Glasfabrik Stölzle-Glas in Pöchlarn.

## Ausstellungen
- 1970  Galerie Bejvl Linz (Einzelausstellung)
- 1974  Wotrubakirche Wien
- 1986  Fichtegasse 1A Wien (Einzelausstellung)
- 1988  Blaugelbe Galerie (Einzelausstellung, Katalog)
- 1988  Balanceakte NÖ (Katalog)
- 1989  Minoritengalerie Graz (Katalog)
- 1990  Galerie Scuc Ljubljana, Slowenien (Einzelausstellung)
- 1990  Kunsthistorisches Museum Fribourg, Schweiz, Österreichische Kunst 1950–1990 (Katalog)
- 1993  Museo Epeo Nocara, Italien (Katalog)
- 1993  Incontri Canna Universita Calabria
- 1995  Galerie A4, Wels
- 2006  Landesmuseum St. Pölten, Spectrum Farbe
- 2006  HMBOP
- 2007  Schloss Ebendorf (Katalog)
- 2011  Volkstheater Wien, Intendantengalerie
- 2013  WAGNER Extase, Wien k.k. Post- und Telegrafenamt (Katalog)

## Filmografie
- 1979 Heinz Conrads und seine Freunde (TV-Serie)
- 1981 Sommergäste (TV)
- 1982 Hirnbrennen
- 1982 Es fing ein Knab’ ein Vögelein (TV)
- 1983 Drinnen und draußen
- 1983 Kottan ermittelt (TV-Serie)
- 1986 Geblendeter Augenblick – Anton Weberns Tod (TV)
- 1987 Tatort – Atahualpa (Fernsehreihe)
- 1988 Der Leihopa (TV-Serie)
- 1989 Shalom, General
- 1994 Hasenjagd
- 1995 Bauernschach (TV)
- 2005 Die Patriarchin (TV-Miniserie)
- 2006 Feine Dame (TV)
- 2009 Lourdes
- 2009 Böses Erwachen (TV)
- 2011 Drinnen und draußen 2. Teil (Kurzfilm)
- 2011 Dream of Eternity (Musikvideo)
- 2011 Sissi – Die ganze Wahrheit (Kurzfilm)
- 2012 The Owner
- 2012 Die Lebenden
- 2017 Die Blumen von gestern
- 2017 Das Glück ist eine Seifenblase (Kurzfilm)[1]

## Preise und Auszeichnungen
- 1983 Max Ophüls Preis (Förderpreis) für den Film Hirnbrennen[2]
- 1984 Max Ophüls Preis (Förderpreis Langfilm) für den Film Drinnen und draußen
- 2005 DIVA-Publikumspreis in der Kategorie „Erfolgreichstes TV-Movie“ für Die Patriarchin
- 2005 Goldene Kamera für die TV-Miniserie Die Patriarchin
- 2005 Deutscher Fernsehpreis: drei Nominierungen für Die Patriarchin
- 2005 Kamerapreis – Nominierungen für die TV-Miniserie Die Patriarchin
- 2009 Filmfestspiele von Venedig: FIPRESCI-Preis, Signis-Preis, La Navicella-Preis und Brian-Preis für den Film Lourdes
- 2009 Viennale: Wiener Filmpreis für Lourdes
- 2009 Internationales Filmfestival Warschau: Warsaw Grand Prix für den Film Lourdes
- 2009 Sevilla Festival: Gold Giradillo Preis für den Film Lourdes
- 2011 Österreichischen Filmpreis: Nominierungen in den Kategorien Bester Spielfilm, Beste Regie, Bestes Drehbuch und Bester Schnitt für Lourdes
- 2012 Deutscher IPTV Award: Nominierung für den Film The Owner[3]
- 2012 Internationales Film Festival San Sebastian: Nominierung für den Film Die Lebenden
- 2013 Eintrag in das Guinness-Buch der Rekorde für den Film The Owner
- 2016 Tokyo International Film Festival: Hauptpreis TOKYO GRAND PRIX und Publikumspreis für den Film Die Blumen von gestern

## TV-Dokumentationen
- 1990 ORIENTIERUNG: Auf der Suche nach Eden – Ausstellung Freiburg (ORF)[4]
- 1991 Künstlerlexikon: Heidemarie Baratta, Malerin und Installationskünstlerin (ORF)[5]
- 2000 Kreuz & Quer: Das Leben ändern (ORF)[6]
- 2011 Frühlingszeit (ORF)[7]